# Marina Seresesky
Marina Seresesky (Buenos Aires, 20 de diciembre de 1969) es una directora de cine, guionista y actriz argentina.

## Trayectoria parcial

### Empieza el baile - 2023
Argentina-España/2023). Guion y dirección: Marina Seresesky. Elenco: Darío Grandinetti, Mercedes Morán, Jorge Marrale, Pastora Vega, Agostina Pozzi, Lautaro Zera, Marcelo Xicarts y Carolina Sobisch. Fotografía: Federico Rivarés. Música original: Nicolás Gerschberg (interpretada por Escalandrum). Distribuidora: Star. Duración: 99 minutos.  
Carlos (Darío Grandinetti) es un argentino radicado desde hace mucho tiempo en España, donde ha formado una familia con su esposa Elvira (Pastora Vega) y una hija ya adulta. Alguna vez un muy famoso bailarín de tango ahora reciclado en actor de series, el protagonista recibe un llamado y viaja de urgencia a Buenos Aires. Le dicen que Margarita (Marcedes Morán), quien fuera su pareja artística (y por momentos afectiva), ha muerto. Pero, tras el funeral, su viejo amigo Pichuquito (Jorge Marrale) lo lleva hasta un club de barrio donde se encontrará con que ella no solo no ha fallecido sino que le informa que ambos han tenido un hijo ya casi cuarentón que vive en Mendoza y al que ella quiere y le propone (re)encontrar.

### Lo nunca visto - 2019
Lo nunca visto es una película cómica del año 2019 dirigida por Marina Seresesky y protagonizada por Carmen Machi, Pepón Nieto, Jon Kortajarena, Montse Pla, Jimmy Castro, Malcolm T. Sitté, Ricardo Nkosi y Kiti Mánver entre otros. Fue grabada en el municipio de Uztarroz, en Navarra, España

### La puerta abierta - 2016
El proyecto de la película surge durante la representación de la obra de teatro Agosto en 2014 en el teatro Valle-Inclán de Madrid, en la que participa Seresesky junto a Carmen Machi y Amparo Baró. El guion lo escribe Seresesky pensando en estas actrices. La enfermedad que llevará a la muerte a Baró obliga a su sustitución -a propuesta de Amparo- por Terele Pávez. La película trata la maternidad y los cuidados intepersonales en sus múltiples aspectos enmarcados en una corrala madrileña donde viven varias prostitutas. La película funde el drama más sórdido con la comedia y la esperanza.

### La boda - 2012 (corto)
El corto de ficción surge del documental de la propia autora Madres 0,15 el Minuto que habla de seis mujeres que viven en Madrid pero que proceden de distintas partes del mundo, tienen sus hijos fuera y hacen toda la educación a distancia. La historia de la boda se inspira en una historia real que cuenta una mujer inmigrante a Seresesky. 
En La boda, la protagonista es Mirta, cubana que ha emigrado a Madrid y que se gana la vida limpiando. El día de la boda de su hija nada sale como estaba prevista y llegar a esa boda se convierte en una tarea imposible.

## Filmografía

### Directora
- 2025 - Islas (largometraje)
- 2024 - Sin instrucciones (largometraje)
- 2023 - Empieza el baile (largometraje)
- 2019 - Lo nunca visto (largometraje)
- 2016 - La puerta abierta (largometraje)
- 2012 - La boda (corto)
- 2010 - El cortejo (corto)

### Guionista
- 2025 - Islas (largometraje)
- 2023 - Empieza el baile (largometraje)
- 2019 - Lo nunca visto (largometraje)
- 2016 - La puerta abierta (largometraje)
- 2012 - La boda (corto)
- 2010 - El cortejo (corto)

### Actriz
- 2009 - MIR (TV Series)
- 2009 - No sé quién eres (2009)
- 2002 - Entre abril y julio
- 1998 - Secretos compartidos

### Premios
- 2012 - Mejor película de ficción por La Boda, Arouca Film Festival, Portugal.
- 2012 - Mención especial por La Boda, Tirana International Film Festival
- 2013 - Mejor director y Premio del público por La Boda, New York City Short Film Festival.
- 2016 - Premio del Público por La puerta abierta, Transilvania International Film Festival.
- 2017 - Mejor actriz, Unión de Actores (España), a Carmen Machi por la La puerta abierta.
- 2017 - Premio mejor película, guion, crítia y mejor actor (Carmen Machi), por La puerta abierta, Festival internacional de Aswan, Egipto.
- 2023 - Premio del público, premio al mejor actor secundario (Jorge Marrale), Festival de Málaga[7]